# Hansa (centre commercial, Kouvola)
Pour les articles homonymes, voir Hansa.
Le centre commercial Hansa (finnois : Kauppakeskus Hansa) est un centre commercial situé au centre-ville de Kouvola en Finlande.

## Description
Le centre commercial est situé juste à côté de la place du marché de Kouvola, et il est relié directement à la rue piétonne Manski. 
La construction de l'actuel Hansakeskus a commencé en 1999 et il a été ouvert à la fin de 2000. 
En plus du centre commercial de 2 étages, il y a trois immeubles résidentiels de 11 étages que l'on nomme Tour Hansa et des petits bâtiments de 5 et 6 étages.
La façade des immeubles d'habitation et du centre commercial représente l'architecture à façades en  verre du XXIe siècle, ce qui fait de Hansakeskus l'un des bâtiments les plus modernes du cœur de Kouvola.
En sous-sol, sous le centre commercial, se trouve un parking de 400 places.

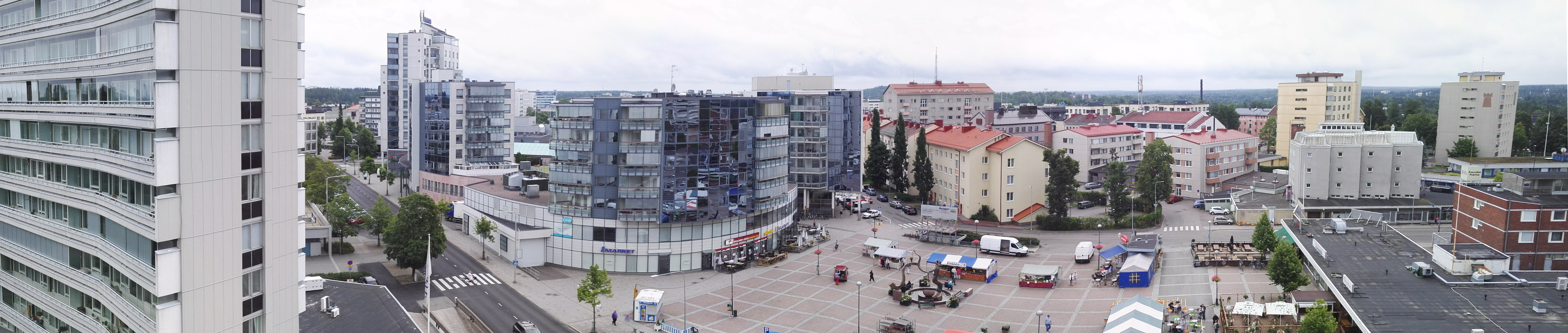
Une vue panoramique de la place Hansatori de Kouvola. Hansakeskus est le bâtiment en verre sur la gauche.

## Enseignes
- Ananassi
- Eurokangas
- Fennia
- Hansa-pharmacie
- Huoneistokeskus Oy
- Jatke Oy
- Keskusta
- Lamykin's Cookhouse
- Bar-Restaurant Lasihelmi
- Meditiimi
- Neomatrix
- Nordea Kouvola
- Coiffeur City Salon
- Picnic
- Puff Kouvola
- Restaurant Brooklyn
- Restaurant Meat Gangsters
- Restaurant Mei Lok
- Restaurant Mimosan Aito
- Sallan lihakauppa
- Studio Move Up -tanssisali
- S-market
  - S-Pankki
- Pub Speden Saluuna
- Tunnin Kuva
- VMP
- Boîte de nuit Club Touba
- Boîte de nuit Rataklubi